# ホレイショ・ルロ
ホレイショ・A・ルロ（Horatio A. Luro, 1901年2月27日 - 1991年12月16日）は、アメリカ合衆国とカナダで活動していたサラブレッド競馬の調教師。ノーザンダンサーの調教師として著名で、1980年にアメリカ競馬殿堂入りを果たしている。

## 経歴
アルゼンチンのブエノスアイレスに生まれる。生家は裕福で、若い頃はプレイボーイであったという。その後アメリカ合衆国に移住し、出自のコネを活かして政財界の著名人らと関わりを持っていった。そのうちのひとりに、カナダの企業家であり同国ジョッキークラブの創設者でもあるエドワード・プランケット・テイラーがおり、この縁によってホレイショはテイラーの所有するウインドフィールズファームで調教師として雇われるようになった。
ホレイショは1937年から1984年までの48年間を調教師として勤めあげ、その間に育成したステークス競走勝ち馬は43頭、2度のケンタッキーダービー制覇と、3度のクイーンズプレート制覇、3度のカナディアンインターナショナルステークス制覇など、多数の大競走勝ちを達成している。ホレイショの調教した馬の中でも最も優れていたのがノーザンダンサーで、カナダ産馬ながらケンタッキーダービーとプリークネスステークスの二冠を達成し、また自国でもクイーンズプレートで優勝するなど高いパフォーマンスを見せた。ノーザンダンサーは引退後に種牡馬として歴史的な活躍を見せ、ホレイショもその産駒を多く調教している。ニジンスキーはホレイショの調教した馬ではないが、ウインドフィールズファームにいた頃にはホレイショがその育成に携わっていたという。
ホレイショは調教師として活動するようになってからも社交的で、自分の成功を大々的に広告したりもしていた。社交界との繋がりも長く、ビング・クロスビーを始めとした芸能人とも深い関わり合い、時には美しい女優などとデートをしていたことがあったという。晩年はジョージア州カーターズビルにオールドミルファームという牧場を持ち、そこで妻フランシスとともに過ごしていた。
1980年、現役時の顕著な活躍がアメリカ競馬名誉の殿堂博物館に認められ、その殿堂入りが発表された。後の1991年に死没、90歳であった。

## 主な調教馬
- カヤック Kayak II - 1935年生、牡馬。サンタアニタハンデキャップなど。
- プリンスキロ Princequillo - 1940年生、牡馬。ジョッキークラブゴールドカップ優勝など。
- ヴィクトリアパーク Victoria Park - 1957年生、牡馬。1960年クイーンズプレート優勝馬。
- ディサイドリー Decidedly - 1959年生、牡馬。1962年ケンタッキーダービー優勝馬。
- フレーミングページ Flaming Page - 1959年生、牝馬。1962年クイーンズプレート優勝馬。
- ノーザンダンサー Northern Dancer - 1961年生、牡馬。1964年アメリカ二冠馬。アメリカ・カナダ殿堂。
- ノーザンクイーン Northern Queen - 1962年生、牝馬。1965年カナディアンオークス優勝馬。
- ワンフォーオール One for All - 1966年生、牡馬。カナディアンインターナショナルステークスなど。